# Klouzek sličný
Klouzek sličný (Suillus grevillei (Klotzsch) Sing.) je chutná jedlá houba vhodná ke konzumaci ve všech úpravách kromě sušení.

## Synonyma
- Boletinus grevillei (Klotzsch) Pomerl. 1980
- Boletopsis elegans (Schumach.) Henn. 1900
- Boletus annularius Bolton 1791
- Boletus elegans (Schumach.) 1803
- Boletus grevillei Klotzsch 1832
- Ixocomus elegans f. badius Sing. 1938
- Ixocomus flavus var. elegans (Schumach.) Quél. 1888
- Ixocomus grevillei (Klotzsch) Vassilkov 1955
- Suillus elegans (Schumach.) Snell 1944
- Suillus grevillei f. badius (Singer) Singer 1965

- klouzek hnědooranžový
- klouzek modřínový

## Vzhled

### Makroskopický

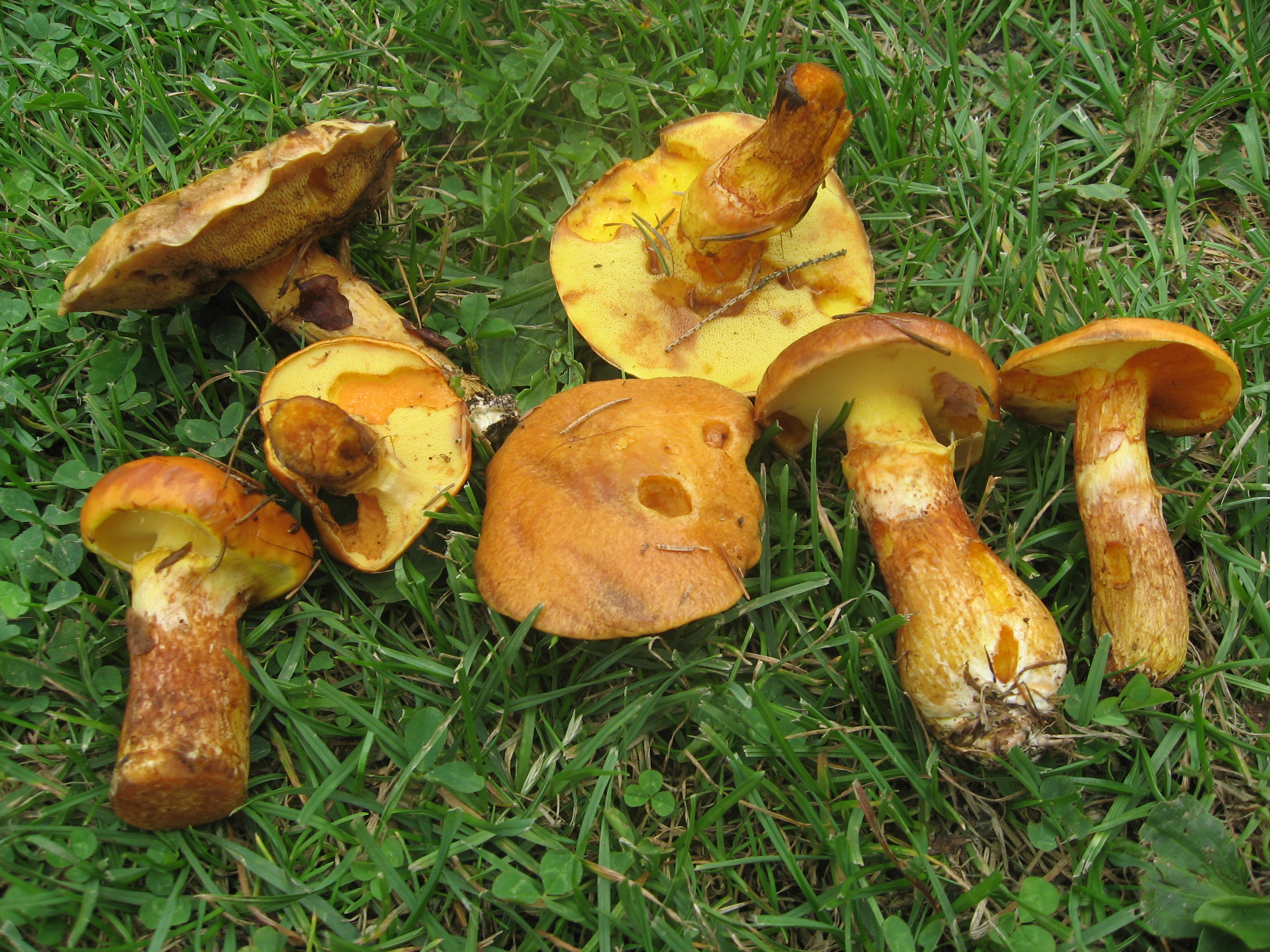
Rourky pomačkáním mění barvu

Klobouk má v průměru 3–15 cm. V mládí zpočátku téměř kulovitý, pak polokulovitý až sklenutý, poté polštářovitý a ve stáří někdy až téměř plochý, občas s tupým hrbolem uprostřed. Barevně bývá dost proměnlivý, citronově žlutý, zlatožlutý, zlatohnědý až oranžový. Pokožka klobouku je za vlhka pokryta silnou vrstvou průhledného, někdy až žlutavého slizu, za sucha je klobouk lesklý a hladký. Oloupatelný je v mládí a za vlhka téměř celý klobouk, ve stáří je loupatelný zpravidla do poloviny, za sucha téměř vůbec.
Rourky jsou 6–11 mm dlouhé, v mládí světle žluté, poté šedožluté, ve stáří až olivově žluté, sbíhající se na třeň. Póry jsou v mládí zakryté běložlutým závojem, kruhové, někdy slabě elipsovité, v dospělosti pak hranaté, stejné barvy jako rourky. Poraněním nebo pomačkáním dostávají špinavě žlutou až hnědou barvu.
Třeň je 45–120 mm dlouhý a 10-25 mm široký, válcovitý nebo směrem k bázi trochu kyjovitý, plný, za vlhka slizký. V horní třetině třeně bývá prsten jako zbytek vela, za sucha bývá i bez prstenu. Barva je nad prstenem citrónově žlutá až zlatožlutá, pod ním žlutohnědá až hnědá. Třeň je v dolních dvou třetinách plstnatě skvrnitý až vláknitý.
Dužnina je žlutá, měkká, jakoby máslová, ve třeni hlavně v dospělosti jakoby vláknitá. Na řezu klobouku dostává růžovofialový odstín, nemodrá, ve třeni trochu zelená. Při reakci se zelenou skalicí nejprve hnědošedne, posléze zešerá, čpavkem ihned růžoví. Chuť je lahodná občas mírně nakyslá, jakoby ovocná. Vůně příjemná, ovocná nebo pryskyřičná, někdy hřibovitá.

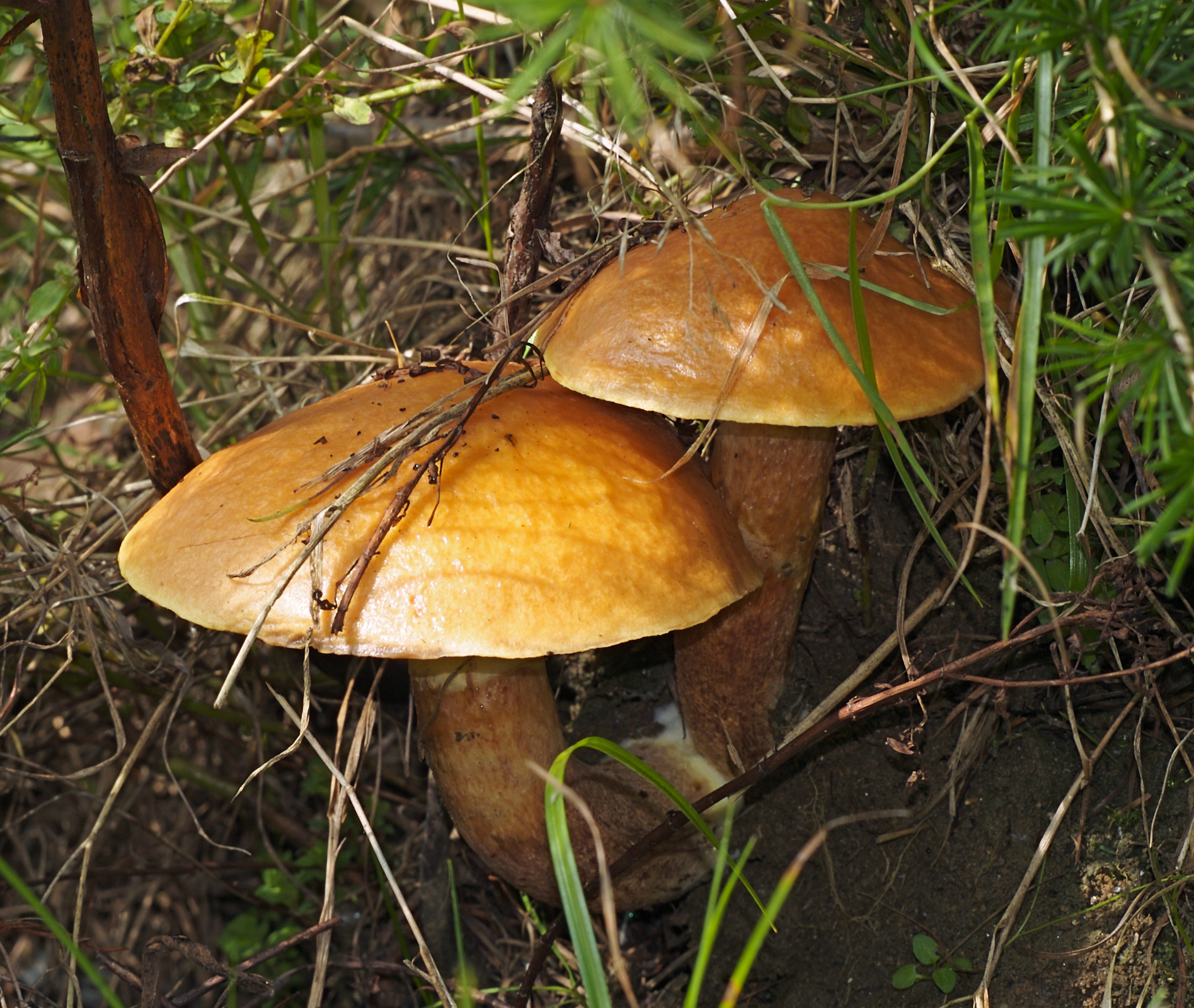
Dospělé plodnice

### Mikroskopický
Výtrusy jsou válcovité, žluté nebo bledě žluté, 10–12 × 3–4 μm. Výtrusný prach je hnědý, někdy až olivově okrový.

## Výskyt
Roste od června do listopadu v lesích všech typů pod modříny nebo v jejich blízkosti, na holém jehličí nebo v trávě, jednotlivě nebo v menších trsech, obyčejně ve více jedincích ve skupině. Roste hlavně pod modřínem opadavým na prosvětlených stanovištích, na okraji lesa nebo podél cest. Je rozšířený v celém mírném pásmu severní polokoule, všude tam, kde jsou přirozené modřínové porosty, ale i mimo tento areál, kde byly modříny uměle vysazeny.

## Nejčastější záměny
Klouzek sličný může být zaměněn snad jen s jinými jedlými druhy klouzků jako je např. taktéž pod modříny rostoucí je klouzek slizký (Suillus viscidus), který však má klobouk i třeň v odstínech šedé barvy. Podobný je klouzek tridentský (Suillus tridentinus), který však má klobouk a rourky spíše oranžové až oranžovoskořicové barvy.